# Рибка (Лодзинське воєводство)
Рибка (пол. Rybka) — село в Польщі, у гміні Ґалевиці Верушовського повіту Лодзинського воєводства.
Населення — 190 осіб (2011).
У 1975-1998 роках село належало до Каліського воєводства.

## Демографія
Демографічна структура станом на 31 березня 2011 року:
|          | Загалом | Допрацездатний вік | Працездатний вік | Постпрацездатний вік |
| -------- | ------- | ------------------ | ---------------- | -------------------- |
| Чоловіки | 83      | 19                 | 51               | 13                   |
| Жінки    | 107     | 18                 | 52               | 37                   |
| Разом    | 190     | 37                 | 103              | 50                   |